# Borko Ristovski
Borko Ristovski (Skopje, 2 de noviembre de 1982) es un exjugador de balonmano macedonio que jugaba de portero. Su último equipo fue el RK Vardar. Fue un componente de la selección de balonmano de Macedonia del Norte.

## Palmarés

### RK Vardar
- Liga de Macedonia de balonmano (4): 2002, 2003, 2021, 2022
- Copa de Macedonia de balonmano (4): 2003, 2012, 2021, 2022
- Liga SEHA (1): 2012

### RK Metalurg
- Liga de Macedonia de balonmano (3): 2006,  2008, 2010
- Copa de Macedonia de balonmano (2): 2006, 2010

### Rhein-Neckar Löwen
- Liga de Alemania de balonmano (1): 2016

### Barcelona
- Liga Asobal (2): 2017, 2018
- Copa del Rey (1): 2017
- Copa Asobal (2): 2017, 2018
- Supercopa de España (2): 2017, 2018
- Mundialito de clubes (1): 2018

## Clubes
- RK Makedonija (1999-2000)
- RK Jug (2000-2001)
- RK Vardar (2001-2003)
- RK Metalurg Skopje (2003-2006)
- SD Teucro (2006-2007)
- Algeciras BM (2007)
- RK Metalurg Skopje (2007-2010)
- RK Vardar (2010-2012)
- VfL Gummersbach (2012-2014)
- Al Ahly SC (2014)
- US Créteil HB (2014-2015)
- Rhein-Neckar Lowen (2015-2016)
- FC Barcelona (2016-2018)[2]
- SL Benfica (2018-2020)
- RK Vardar (2020-2022)
- TBV Lemgo (2022)
- RK Vardar (2023)